# Hypoganus
Hypoganus là một chi bọ cánh cứng trong họ 
Elateridae.
Chi này được miêu tả khoa học năm 1858 bởi Kiesenwetter.

## Các loài
Các loài trong chi này gồm:
- Hypoganus inunctus (Lacordaire, 1835)
- Hypoganus miyatakei Ôhira, 1966
- Hypoganus relictus (Van Dyke, 1932)
- Hypoganus rotundicollis (Say, 1825)
- Hypoganus stepanovi Denisova, 1948
- Hypoganus sulcicollis (Say, 1833)
- Hypoganus tibetis Cechovsky & Kuban, 1997